# Mauro Raphael
Mauro Raphael, ismertebb nevén: Maurinho (Araraquara, 1933. június 6. – São Paulo, 1995. június 28.), brazil válogatott labdarúgó.
A brazil válogatott tagjaként részt vett az 1954-es világbajnokságon és az 1956-os Dél-amerikai bajnokságon.

## Sikerei, díjai
Fluminense
- Torneio Rio-São Paulo (1): 1960
- Campeonato Carioca (1): 1959

Boca Juniors
- Argentin bajnok (1): 1962

São Paulo
- Campeonato Paulista (2): 1953, 1957